# Лена (Илишевский район)
Лена (баш. Лена) — деревня в Илишевском районе Республики Башкортостан Российской Федерации. Входит в состав Сюльтинского сельсовета.

## География

### Географическое положение
Расстояние до:
- районного центра (Верхнеяркеево): 23 км,
- центра сельсовета (Сюльтино): 4 км,
- ближайшей ж/д станции (Буздяк): 94 км

## Население
| 2002 | 2009 | 2010 |
| ---- | ---- | ---- |
| 29   | ↗31  | ↘25  |

Национальный состав
Согласно переписи 2002 года, преобладающая национальность — башкиры (97 %).